# Pokora
Pokóra je dejanje, ki ga opravi grešnik, kadar želi pokazati svoj iskreni namen, da ne bo več grešil. Pokora lahko vključuje tudi popravljanje škode nastale zaradi greha, vendar ne samo to. Najpogosteje pojem pokora povezujemo s krščanskim zakramentom spovedi (ki se zato imenuje tudi zakrament pokore), lahko pa govorimo tudi o pokori v širšem smislu.

## Pokora pri spovedi
Pokora je tretji sestavni del zakramenta spovedi (prvi del je kesanje, drugi del pa izpovedovanje grehov spovedniku). V današnjem času je običajno, da skesani grešnik za pokoro zmoli določeno število standardnih molitev (očenaš, zdravamarija, rožni venec, ipd). V današnjem času so redke oblike pokore, ki vključujejo telesno aktivnost skesanca: npr. spokorno romanje na določeno romarsko pot. Za glavni namen pokore v današnjem času velja ponovno zbližanje skesanca z Bogom.
V fevdalnem obdobju so bile običajne pokore, ki so vključevale zelo naporne telesne aktivnosti (npr. romanje peš iz Zahodne Evrope v Jeruzalem) in strogo telesno kaznovanje - nošenje spokornega pasu (cilicija), bičanje, sramotenje, ipd. V tistem času je bila  spoved in pokora pogosto javna. Danes spoved in pokora potekata v tajnosti.

## Spokorništvo
V nekaterih krščanskih deželah je še danes precej v navadi, da se grešnik, ki se želi očistiti grehov, odloči za javno dejanje spokorništva. Pri tem ne gre za pokoro predpisano pri spovedi, pač pa za dejanja, za katera se spokornik sam odloči. Po navadi gre za dobrodelnost in pomoč soljudem. 
V nekaterih deželah (npr v Mehiki in na Filipinih) je v navadi, da se spokorniki sami javno bičajo ali pa se dajo križati (glej Easter crucifixions again).

## Spokorno bogoslužje
Spokorno bogoslužje je bogoslužni obred namenjen skupini vernikov, ki se ob Božji besedi, molitvi in pridigi spomnijo svojih grehov in jih obžalujejo (pri tem ni treba, da bi grehe tudi glasno izpovedali). V nekaterih krščanskih skupnostih spokorno bogoslužje samo po sebi že šteje za zakrament, večina krščanskih Cerkva pa zahteva tudi osebno spoved.

## Koristne povezave
Pokora - zadoščevanje 
Pravšnja pokora